# Amsacta cardinalis
Amsacta cardinalis är en fjärilsart som beskrevs av Butler 1895. Amsacta cardinalis ingår i släktet Amsacta och familjen björnspinnare. Inga underarter finns listade i Catalogue of Life.